# Körber AG
Körber AG è una holding di gestione strategica con sede ad Amburgo. Nel 2023, il gruppo aveva più di 12.000 dipendenti in più di 100 sedi in tutto il mondo e ha generato un fatturato di 2,9 miliardi di euro.
Fino alla sua morte nel 1992, il fondatore dell'azienda Kurt A. Körber continuò ad essere l'unico proprietario della Körber AG. Non avendo eredi diretti, già nel 1969 dispose che le quote di partecipazione di tutte le aziende della Körber AG fossero cedute alla Fondazione Körber non a scopo di lucro, da lui stesso fondata nel 1959. Alla sua morte nel 1992 la Körber AG diventò direttamente proprietà della Fondazione Körber. Ogni anno alla fondazione è versata una parte degli utili del gruppo imprenditoriale sotto forma di dividendi.

## Struttura dell'azienda
Il gruppo è attivo in quattro divisioni aziendali:
- Digital gestisce il progresso digitale dell'intero gruppo e sviluppa nuovi modelli di business e progetti digitali.
- Pharma offre soluzioni per i processi di produzione, ispezione e confezionamento dei farmaci e per la tracciabilità dei prodotti.
- Supply Chain si concentra sulle tecnologie per la logistica di produzione. La sua gamma di prodotti comprende software, soluzioni di automazione, applicazioni vocali, robotica e sistemi di trasporto.
- Technologies è responsabile delle offerte nei settori dei macchinari, delle attrezzature, del software, degli strumenti di misura e degli aromi. Questa business unit sviluppa anche servizi, soprattutto per l'industria alimentare di lusso.[6]